# Diplotaxis virgata
Diplotaxis virgata é uma espécie de planta com flor pertencente à família Brassicaceae. 
A autoridade científica da espécie é (Cav.) DC., tendo sido publicada em Regni Vegetabilis Systema Naturale 2: 631. 1821.

## Portugal
Trata-se de uma espécie presente no território português, nomeadamente os seguintes táxones infraespecíficos:
- Diplotaxis virgata subsp. virgata - presente em Portugal Continental. Em termos de naturalidade é endémica da Península Ibérica. Não se encontra protegida por legislação portuguesa ou da Comunidade Europeia.